# Зингаревич, Борис Геннадьевич
Борис Геннадьевич Зингаревич (род. 8 июля 1959, Себеж, Псковская область) — крупный предприниматель и инвестор, участвующий в международных экономических проектах. Член совета директоров ОАО «Группа Илим». Инвестирует в целлюлозно-бумажную и деревообрабатывающую индустрии, разработку и производство инновационных литий-ионных решений для энергетики и автомобилестроения.

## Биография
Родился в городе Себеж Псковской области в семье учителей. Детство Бориса и его брата близнеца Михаила прошло в городе Сегежа, Республика Карелия.
В 1981 году окончил Ленинградский технологический институт целлюлозно-бумажной промышленности по специальности «Машины и аппараты ЦБП», а в 2007 году стал почетным профессором института, преобразованного в Санкт-Петербургский университет растительных полимеров.
С 1981 года работал механиком на Кондопожском ЦБК, а с 1985 года — мастером цеха и начальником производства Ленинградского картонно-полиграфического комбината. Был избран руководителем профсоюзного комитета комбината в 1989 году.
В 1992 году с группой единомышленников — братом Михаилом и товарищем по университету Захаром Смушкиным, основал лесопромышленную компанию «Илим Палп Энтерпрайз». С 2001 года — член Совета директоров ЗАО «Илим Палп Энтерпрайз», курировал операционную деятельность и проекты развития компании, ставшей крупнейшей вертикально интегрированной лесопромышленной компанией России.
В 2001 году стал акционером компании «Ener1», производящей литий-ионные батареи для электромобилей и накопителей энергии большой мощности для энергосетевых компаний. Также инвестировал в проект по производству электромобилей Think Global.
В 2006 году, когда «Илим Палп Энтерпрайз» была преобразована в АО "Группа «Илим», вошёл в Совет директоров АО "Группа «Илим». В 2008 году 50 % акций АО "Группа «Илим» приобрела корпорация International Paper.
В 2007 году на базе лесопильных и деревообрабатывающих активов «Илим Палп», не вошедших в совместное предприятие с International Paper, Борис Зингаревич создал компанию «Илим Тимбер», ставшую в дальнейшем частью международного деревообрабатывающего холдинга.
В 2023 году американская компания International Paper продала 50% акций группы «Илим» ООО «Илим Глобал Тимбер Рус», принадлежащий Захару Смушкину и Борису Зингаревичу. Сумма сделки должна была составить $484 млн.

## Состояние
В 2023 году Борис Зингаревич вошёл в рейтинг журнала Forbes «110 российских миллиардеров», где занял 80 место с состоянием $1400 млн.

## Семья
Женат, есть двое детей.
Жена Татьяна возглавляет благотворительный фонд, помогающий людям, страдающим онкологическими заболеваниями.
Сын Антон также стал предпринимателем и занимается разработкой мобильных приложений и спортивным менеджментом. В частности, владел спортивным клубом «Ботев Пловдив». По данным «Коммерсанта», в 2017 году он находился в международном розыске, но в 2019 году в связи с отсутствием состава преступления международный розыск был отменен.
Брат-близнец — предприниматель и филантроп Михаил Геннадьевич Зингаревич.